# Jannegiesgeloof
Het Jannegiesgeloof (ook "Antjesgeloof") was een sekte in Veenendaal die een sterk bevindelijk christendom voorstond. De sekte werd opgericht door Jannetje Hootsen (1860-1919) uit Veenendaal.
De groep concentreerde zich rond Polsbroekerdam bij Benschop en in de Alblasserwaard rond Molenaarsgraaf en Brandwijk. Bijeenkomsten werden gehouden in de woning van een van de groepsleden. In deze huiskamerbijeenkomsten werd gedeeltelijk aangesloten bij opvattingen binnen de richting van de zogenaamde ledeboerianen en bij de geschriften van de Nadere Reformatie. Psalmen werden gezongen op de berijming van Petrus Datheen.
De volgelingen van Jannetje Hootsen werden ook wel zwartjannetjes genoemd. Zij geloofden dat er na het Oude verbond en het Nieuwe verbond een nieuw tijdperk van het zogenaamde Derde Verbond was aangebroken.  God en Christus zouden besloten hebben de  Heilige Geest, als vrouw van Christus naar de aarde te zenden. De leden van de sekte beschouwden Jannetje als de personificatie van de Heilige Geest.  Ze werd ook wel aangeduid als de Vrouwe Christi. De groep isoleerde zich sterk van de buitenwereld. Vanwege het excentrieke karakter en hun luidruchtige beoefening van de godsdienst reageerde de buitenwereld negatief. Ook deden er veel geruchten de ronde over de gang van zaken binnen de bijeenkomsten. De schrijver Herman de Man, die in zijn romans aandacht aan de zwartjannetjes besteedde, typeerde hen echter als "vromer dan God zelf". Na het overlijden van Jannetje Hootsen in 1919 was het snel gedaan met het voortbestaan van deze sektarische groepering.

## Afkeer van overheidsbemoeiingen
De groep distantieerde zich van elke overheidsbemoeienis. Het gezag van de wereldse overheid werd door hen niet erkend. Hulp van artsen, ook van veeartsen, werd afgewezen, want alleen God beschikte, volgens hen, over het lot van mens en dier. Omdat de leden van de sekte geen gezag van een wereldse overheid erkenden kwamen zij regelmatig in conflict met de vertegenwoordigers van de overheid. De door de overheid opgelegde bepalingen om mond-en-klauwzeer tegen te gaan werden door hen genegeerd. Ze werden meerdere malen tot boetes en gevangenisstraffen veroordeeld. Omgekeerd weigerden zij ook om toegekende schadeloosstellingen in ontvangst te nemen. In de rechtszaal weigerden zij om hun hoofddeksel af te zetten. "Wij nemen alleen voor God onze pet af". Van Oranjefeesten moesten zij niets hebben. Aan de festiviteiten ter gelegenheid van de inhuldiging van Koningin Wilhelmina namen zij niet deel, vanwege hun afwijzing van werelds gezag. Ook lieten zij hun kinderen geen onderwijs volgen.